# NGC 6544
NGC 6544 is een bolvormige sterrenhoop in het sterrenbeeld Boogschutter. Het hemelobject werd op 22 mei 1784 ontdekt door de Duits-Britse astronoom William Herschel.

## Synoniemen
- GCl 87
- ESO 521-SC28